# Hypogée du Champtier des Bureaux
L'Hypogée du Champtier des Bureaux est une tombe néolithique située à Buno-Bonnevaux dans le département français de l'Essonne.

## Historique
L'hypogée a été découverte en 1954. L'édifice fait l’objet d’une inscription au titre des monuments historiques depuis 1975.

## Description
Elle a été creusée sous une dalle de grès. La chambre ovalaire mesure 3,10 m de longueur sur 1,50 m de largeur en moyenne, pour une hauteur comprise entre 0,95 m à l'entrée et 1,10 m vers le fond. Les côtés intérieurs sont tapissés de murets en pierres sèches (calcaire). L'entrée était fermée par une unique dalle en grès (0,75 m de hauteur sur 0,90 m de largeur), désormais disparue.

## Fouille archéologique
La tombe a été fouillée entre 1954 et 1956 par R. Hardouin. Elle renfermait les dépouilles en désordre d'une vingtaine d'individus. Certains ossements manquants ou faiblement présents (petits os), et le très faible nombre de connexions anatomiques et de dents retrouvés très faible pourraient indiquer selon J-G Pariat et A. Senée, qu'il s'agirait d'une chambre funéraire secondaire utilisée après vidange d'une première structure funéraire. Quelques éclats de silex non caractéristiques constituaient le seul mobilier funéraire retrouvé.
Gérard Bailloud associe cette tombe à la Culture Seine-Oise-Marne. La datation au C14 correspond à une période comprise entre 2 613 et 2 202 av. J.-C..